# Arend Braat
Arend Braat (Hekelingen, 15 februari 1874 — Hekelingen, 11 januari 1947) was een Nederlands politicus.
'Boer Braat' was de voorman van de Plattelandersbond. Hij was een kleurrijk afgevaardigde in de periode tussen de Wereldoorlogen die bekendheid kreeg door zijn weinig parlementaire omgangsvormen en strijd tegen de zomertijd. Braat was vertegenwoordiger van een partij die zich afzette tegen de 'moderne' stedelijke samenleving. Hij was afkomstig van een van de toen nog tamelijk geïsoleerde Zuid-Hollandse eilanden. Braat was gehuwd met een rijke boerendochter. Vanwege zijn onconventionele optreden was hij vaak onderwerp van spotprenten.
Na zijn vertrek uit de Tweede Kamer werd hij in 1935 door de NSB als lid geweigerd.

## Trivia
In Hekelingen is de "Arend Braatlaan" naar hem vernoemd.